# قطلب
القَطْلَب أو قاتل أبيه أو الحنَّاء الأحمر هو جنس شجيري صغير دائم الخضرة ينتمي إلى الفصيلة الخلنجية (باللاتينية: Ericaceae). موطن بعض أنواعه الأصلي حوض البحر الأبيض المتوسط وجنوب غرب آسيا وبعضها الآخر أمريكا الشمالية. ثماره مأكولة ولكن الكميات الكبيرة منها تسبب إزعاجات معوية.

## وصف
القطلب شجيرات تثمر توتا أحمر، ولحاؤها متموج الاحمرار. تتأخر مرحلة الاثمار نحو خمسة أشهر بعد التلقيح، بحيث تظهر زهور جديدة في حين ثمار العام السابق تتهياء للنضج.

## من أنواعه
- قطلب أونيدو (باللاتينية: Arbutus unedo)
- القطلب الطاووسي (باللاتينية: Arbutus parvii)
- القطلب العثكولي (باللاتينية: Arbutus andrachne)
- القطلب الكناري (باللاتينية: Arbutus canariensis)
- قطلب منزي (باللاتينية: Arbutus menziesii)

## معرض الصور

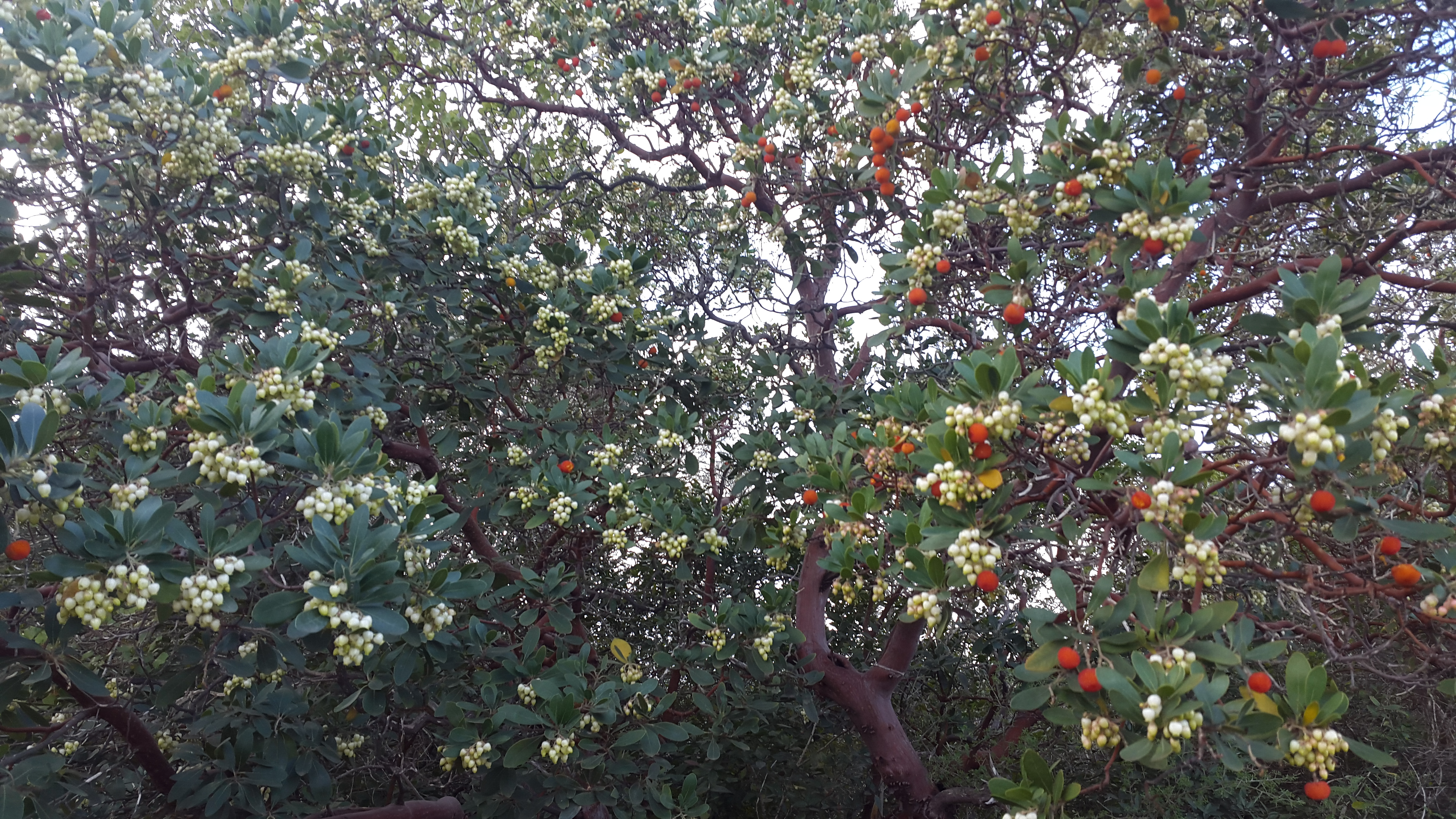
القطلب او ما يعرف الشماري في مدينة البيضاء بليبيا